# Brama Żuraw w Gdańsku
Brama Żuraw, Żuraw (niem. Krantor) – zabytkowy dźwig portowy i jedna z bram wodnych Gdańska, która mieści się nad Motławą, na końcu ulicy Szerokiej. Jest to jedna z filii Narodowego Muzeum Morskiego w Gdańsku oraz największy i najstarszy z zachowanych dźwigów portowych średniowiecznej Europy.

## Historia
Brama w tym miejscu o nieznanym wyglądzie istniała już w 1363, a z 1367 zachowała się łacińska wzmianka o dźwigu caranum. W obecnym kształcie Żuraw zbudowano w latach 1442–1444. Powstały dwie masywne, ceglane wieże i drewniany mechanizm dźwigowy, który był później podwyższany. Mimo że elewacje bramy od strony Motławy i miasta wyglądają inaczej, to cała konstrukcja utrzymana jest w stylu gotyku flamandzkiego. W początku XVII wieku Żuraw stracił swoje znaczenie militarne. Z czasem w ceglanych wieżach zamieszkano i utworzono warsztaty rzemieślnicze, a wraz z przebudową pomieszczeń wybito otwory okienne.
Od powstania służył przede wszystkim jako urządzenie portowe do załadunku towarów i balastu na statki oraz do stawiania masztów jednostek. Mechanizmem są dwie pary kół deptakowych o średnicy około sześciu metrów każde. Jako siłę napędową wykorzystywano ludzi stąpających wewnątrz tych bębnów. Urządzenie było w stanie podnieść ciężar dwóch ton na wysokość 27 metrów bądź, po sprzęgnięciu obu par kół, 4 t na wysokość 11 m.
Żuraw został podpalony w 1945, gdy miasto zdobyła Armia Czerwona. Część drewniana spłonęła, ale ocalała część murów. Bramę zrekonstruowano w końcu lat 50., a 18 grudnia 1959 Żuraw wpisany został do rejestru zabytków. W latach 2022–2024 obiekt został poddany kompleksowej modernizacji. W trakcie prac remontowych odkryto tysiące zabytkowych przedmiotów datowanych od średniowiecza po XX wiek.

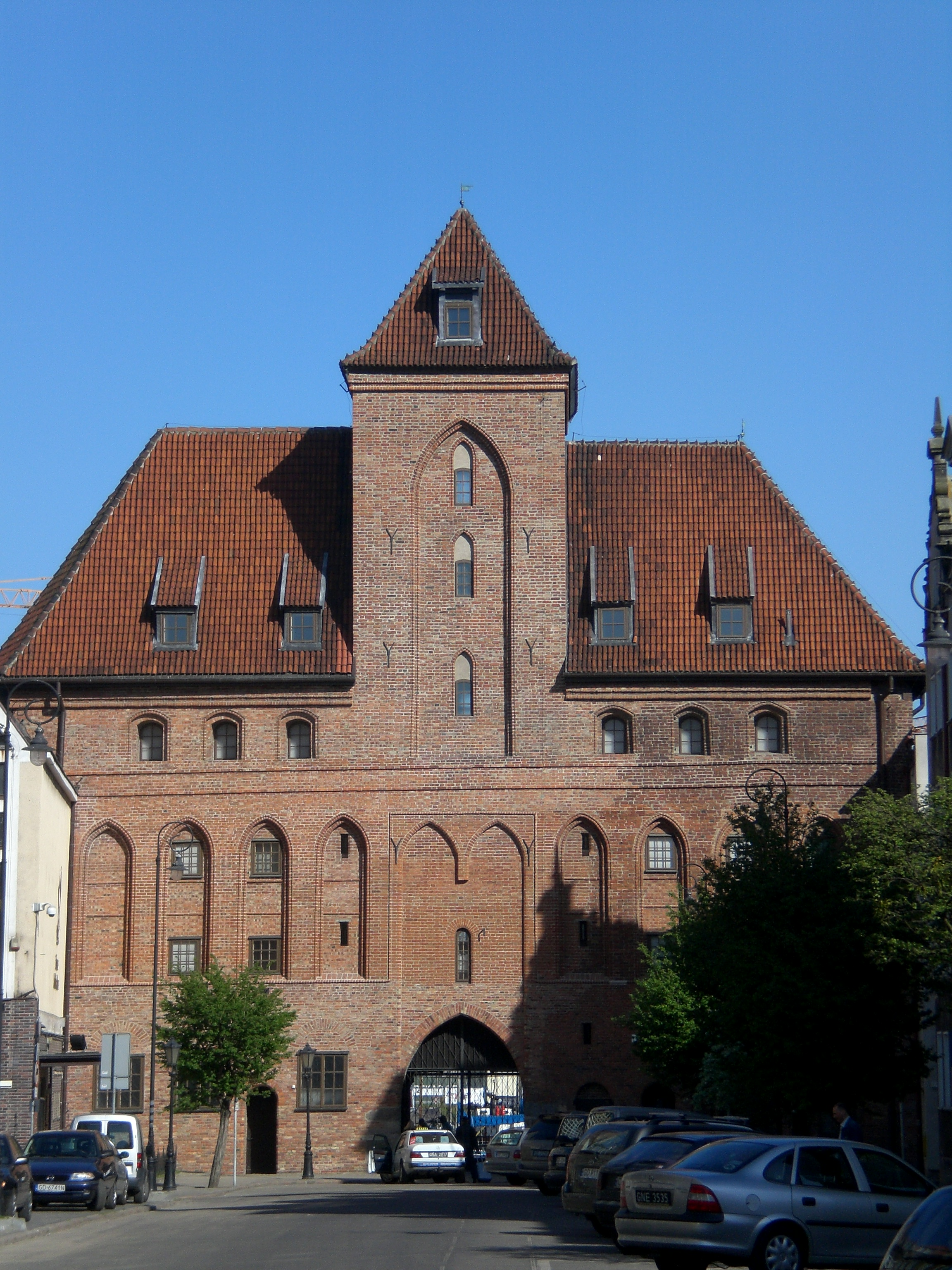
Żuraw od strony wewnętrznej (miasta)
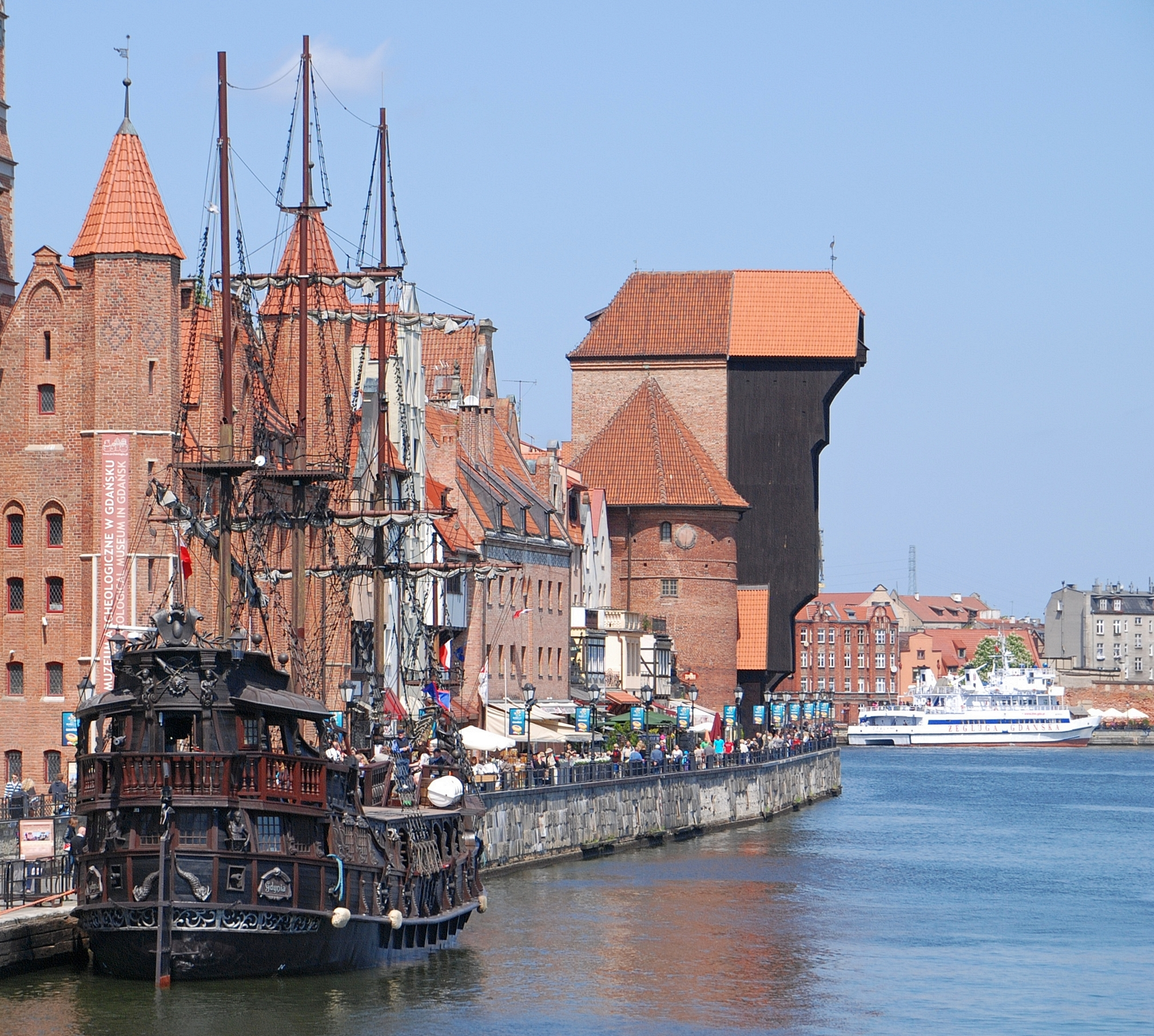
Żuraw od strony południowej